# Fakulteta za kemijsko tehnologijo v Splitu
Fakulteta za kemijsko tehnologijo (izvirno hrvaško Kemijsko-tehnološki fakultet u Splitu), s sedežem v Splitu, je fakulteta, ki je članica Univerze v Splitu.